# 봉래초등학교 봉래남분교
봉래초등학교 봉래남분교는 대한민국 전라남도 고흥군 봉래면 교동길 17 (예내리)에 있었던 초등학교 분교이다. 2012년에  페교되어 봉래초등학교에 흡수되었다.

## 연혁
- 1943. 03. 15 설립인가
- 1943. 04. 06 개교
- 1967. 11. 14 하반분교장 설립 인가
- 1971. 07. 21 염포분교장 설립 인가
- 1980. 03. 01 봉래남초등학교로 변경
- 1994. 03. 01 하반분교장, 염포분교장 폐지 및 통합
- 1996. 03. 01 봉래초등학교 봉래남분교장으로 격하
- 2012. 03. 01 봉래초등학교 통폐합